# Museu de Marinha
Het Museu de Marinha is een scheepvaartmuseum in Lissabon, Portugal. Het museum is gelegen in de westelijke vleugel van het Mosteiro dos Jerónimos in de freguesia  Belém en wordt beheerd door de Portugese marine. De exposities omvatten historische schilderijen, archeologische voorwerpen en vele schaalmodellen van schepen die sinds de 15e eeuw in Portugal werden gebruikt. Daarnaast is er een verzameling navigatie-instrumenten, kaarten, koninklijke schepen en het eerste vliegtuig dat werd gebruikt door de Portugese marine. 
Het museum werd in 1863 opgericht op initiatief van koning  Lodewijk I, die een sterke interesse had in oceanografie.